# Янински вилает
Янински вилает (на османски турски: ولايت يانيى) е административна единица в Османската империя просъществувала в периода 1867-1913 г.
Формиран посредством сливането на Янински пашалък с Бератски пашалък и включва бившите санджаци - Янински санджак; Бератски санджак; Ергири, т.е. санджака на Аргирокастро; санджак Превеза; Трикалски санджак и Кесрие, т.е. санджака на Костур.
В края на XIX век, след като в кралство Гърция влиза Трикала с почти цяла Османска Тесалия, площта на вилаета е 47 400 км².  При преброяване на населението във вилаета през 1893 г. то възлиза на 516 476, а през 1911 г. на 560 835 жители. Според неофициални гръцки източници от преди Балканската война, етнически преобладавали гърците във вилаета, като в него имало само 20 хил. българи. Предходно Кесрие, т.е. Костур, е оформен в кааза и придаден към вилаета Монастир.